# مسطح‌سازی (فلسفه)
همسطح‌سازی یا مسطح‌سازی فرآیندی اجتماعی است که در آن منحصربه‌فرد بودن فرد با اعطای ارزش برابر به تمام جنبه‌های انسانی از بین می‌رود و در نتیجه همه پیچیدگی‌های ظریف فردی از دست می‌رود.  سطح بندی با فیلسوف اگزیستانسیال سورن کی‌یرکگور مرتبط است.
برای کی یرکگور، همسطح سازی فرآیند سرکوب فردیت بود تا جایی که منحصر به فرد بودن فرد از بین می رود و نمی توان هیچ چیز معناداری را در وجود او تأیید کرد.
با این حال، نظر کی‌یرکگور در مورد همسطح سازی، بی معنی ساختن زندگی نبود بلکه یکسان کردن زندگی بود. زیرا آنگاه همه افراد به یکسان به فیض و موهبت های خداوند دسترسی خواهند داشت. او به مادیات توجهی نداشت.
1. ↑  Dreyfus, Hubert. Kierkegaard on the Internet: Anonymity Vrs. Commitment in the Present Age. Berkeley.edu